# Kostel svaté Kateřiny (Dolní Bousov)
Římskokatolický farní kostel svaté Kateřiny v Dolním Bousově je barokní sakrální stavba stojící západně od náměstí T.G. Masaryka. Od roku 1967 je kostel chráněn jako kulturní památka.

## Historie

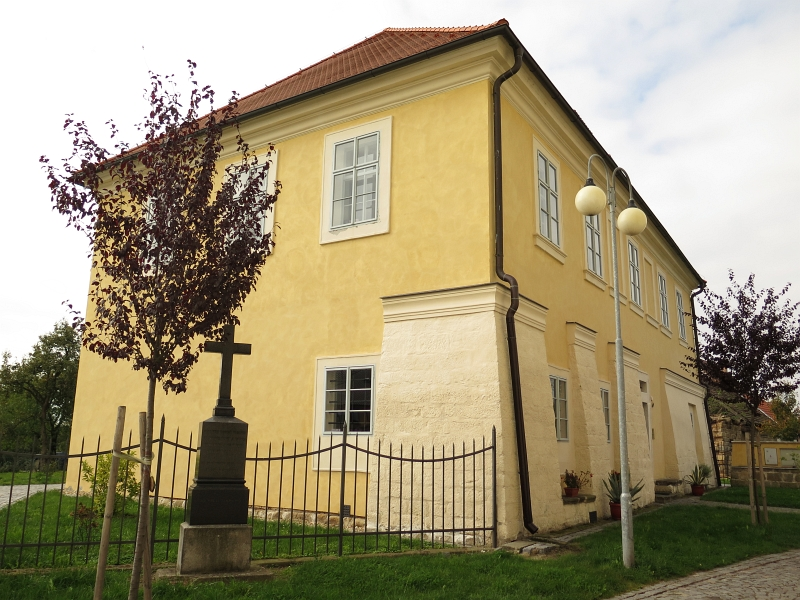
Fara v Dolním Bousově

Kostel byl vystavěn v letech 1759–1760. Poslední rozsáhlé rekonstrukce proběhla v roce 1909 podle plánu arch. R. Němce z Hradce Králové.

## Architektura
Jedná se o náročnou barokní centrální stavbu elipsovitého půdorysu s čtvercovým presbytářem s přilehlými oboustranným oratořemi a protilehlou čtvercovou kruchtovou částí. Směrem za presbytářem je hranolová věž, v prostoru pod ní je sakristie, jenž je zevně komponována jako průčelí s nárožními pilastry, které nesou členitý štít stočený do volut. Z něj vystupuje tělo věže zakončené jehlancovou střechou. Stěny budovy jsou hladké, okna jsou vysoká s půlkruhovými záklenky. Vnitřek kostela je sklenut plackami na nakupených pilastrech.

## Zařízení
Zařízení pochází z období výstavby kostela a je převážně rokokové. Hlavní oltář je rámový, nesený anděly. Na rámu je socha sv. Kateřiny, na stranách sochy sv. Barbory a sv. Františka z Pauly. Další dva boční oltáře jsou vysvěceny sv. Barboře a sv. Anně. Oltář sv. Barbory je portálový, pilastrový s obrazem z období vzniku oltáře a se sochami sv. Petra a sv. Pavla. Vpravo je prostějškový oltář sv. Anny. Nachází se na něm sochy sv. Václava a sv. Jana Nepomuckého. V lodi samotné je další oltář zasvěcený sv. Janu Nepomuckému. Jedná se o portálový pilířový oltář s nikou, ve které se nalézá litinová zlacená socha světce z 19. století. Další oltář v lodi je zasvěcen sv. Vavřinci. Je barokní rámový, pochází z období kolem roku 1700 a jsou na něm rozviliny s anděly. Křtitelnice je klasicistní, kamenná se starším dřevěným víkem, na kterém skupina Křtu Páně z poloviny 18. století. V kostele jsou dva barokní kandelábry z kovaného železa z poloviny 18. století.

## Okolí kostela
Vedle kostela je fara. Nedaleko kostela je barokní, prostý mariánský sloup pocházející z 1. poloviny 18. století.